# Bundesautobahn 255
Bundesautobahn 255 (em português: Auto-estrada Federal 255) ou A 255, é uma auto-estrada na Alemanha.
A Bundesautobahn 255 tem 2 km de comprimento.

## Estados
Estados percorridos por esta auto-estrada:
- Faltaestado